# Alytusstadion
Het Alytusstadion (Alytaus centrinis stadionas) is een multifunctioneel stadion in Alytus, een stad in Litouwen. 
Het stadion wordt vooral gebruikt voor voetbalwedstrijden, de voetbalclub DFK Dainava maakt gebruik van dit stadion. In het stadion is plaats voor 3.748 toeschouwers. Het stadion werd geopend in 1924. In 2010 werd het stadion met behulp van de EU gerenoveerd, er werden onder andere stadionverlichting en videoschermen geplaatst. Het stadion is door UEFA in een twee sterrencategorie geplaatst, waardoor wedstrijden in UEFA clubcompetities mogelijk is.